# Hypercompe andensis
Hypercompe andensis är en fjärilsart som beskrevs av Rothschild. Hypercompe andensis ingår i släktet Hypercompe och familjen björnspinnare. Inga underarter finns listade i Catalogue of Life.